# 延翅蛇根草
延翅蛇根草（学名：Ophiorrhiza alatiflora）是茜草科蛇根草属的植物，为中国的特有植物。分布于中国大陆的云南等地，生长于海拔500米至800米的地区，一般生长在林下，目前尚未由人工引种栽培。